# Disco occultante

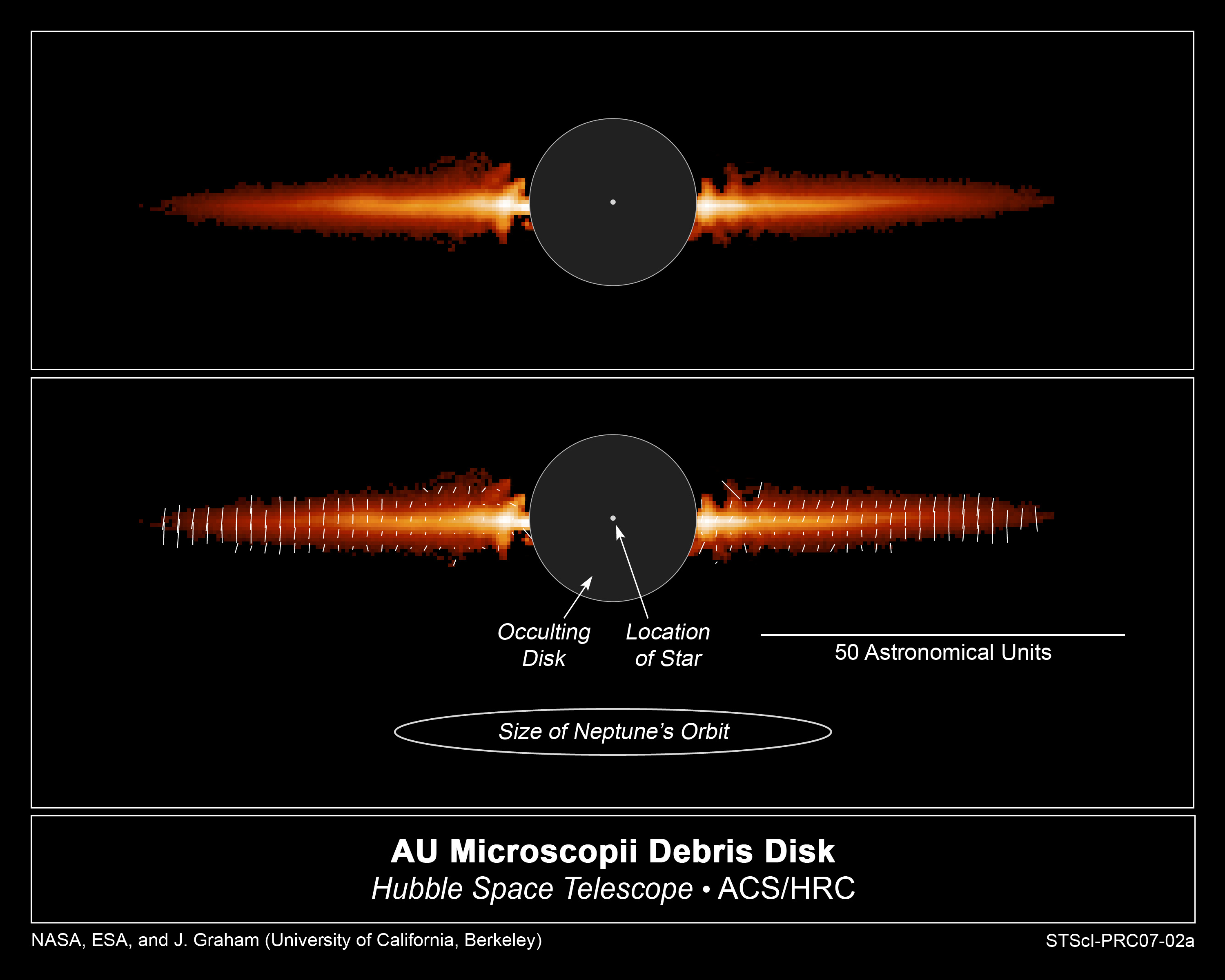
Un disco di detriti intorno alla stella AU Microscopii. Il cerchio nero al centro è un disco occulto di un coronagrafo.

Un disco occultante è un piccolo disco posto centralmente nell'oculare di un telescopio o nel suo punto focale, per bloccare la vista di un oggetto luminoso in modo che gli oggetti più deboli possano essere visti più facilmente.
Il coronagrafo, nella sua forma più semplice, è un disco di occultamento nel piano focale di un telescopio, o davanti all'apertura, che blocca l'immagine del disco solare, in modo che la corona possa essere vista. Starshade è progettato per volare in formazione con un telescopio spaziale per fotografare gli esopianeti.